# Carphina ligneola
Carphina ligneola är en skalbaggsart som först beskrevs av Bates 1865.  Carphina ligneola ingår i släktet Carphina och familjen långhorningar. Inga underarter finns listade.